# Vyšetice
Vyšetice (německy Wischetitz) jsou malá vesnice, část obce Šebířov v okrese Tábor v Jihočeském kraji. Nachází se asi šest kilometrů severozápadně od Šebířova. Vyšetice jsou také název katastrálního území o rozloze 6,25 km². V katastrálním území Vyšetice leží i Kříženec a Vrcholtovice.

## Historie
První písemná zmínka o vesnici pochází z roku 1359.

## Obyvatelstvo
| Rok            | 1869 | 1880 | 1890 | 1900 | 1910 | 1921 | 1930 | 1950 | 1961 | 1970 | 1980 | 1991 | 2001 | 2011 | 2021 |
| -------------- | ---- | ---- | ---- | ---- | ---- | ---- | ---- | ---- | ---- | ---- | ---- | ---- | ---- | ---- | ---- |
| Počet obyvatel | 205  | 203  | 205  | 184  | 192  | 209  | 184  | 90   | 103  | 81   | 76   | 75   | 79   | 69   | 49   |
| Počet domů     | 28   | 32   | 32   | 33   | 31   | 30   | 32   | 24   | 50   | 20   | 20   | 30   | 29   | 29   | 20   |

## Obecní správa
Při sčítání lidu v letech 1850–1974 Vyšetice byly samostatnou obcí, se kterým patřily nejprve do okresu Tábor, ale v roce 1950 v okrese Votice a od roku 1960 v okrese Tábor. Od 1. července 1974 jsou částí obce Šebířov v okrese Tábor. V letech 1850–1960 a od 26. listopadu 1971 do 30. června 1974 k obci patřily Křekovice a Křekovická Lhota, v letech 1900–1960 Lhýšov, v letech 1964–1974 Kříženec a Vrcholtovice a od 26. listopadu 1971 do 30. června 1974 také Vosná.

## Pamětihodnosti
- Zámek Vyšetice postavený v 17. století na místě starší tvrze. V 19. století byl klasicistně přestavěn.
- Boží muka

## Osobnosti
- Bohumil Říha (1907–1987), spisovatel

## Galerie

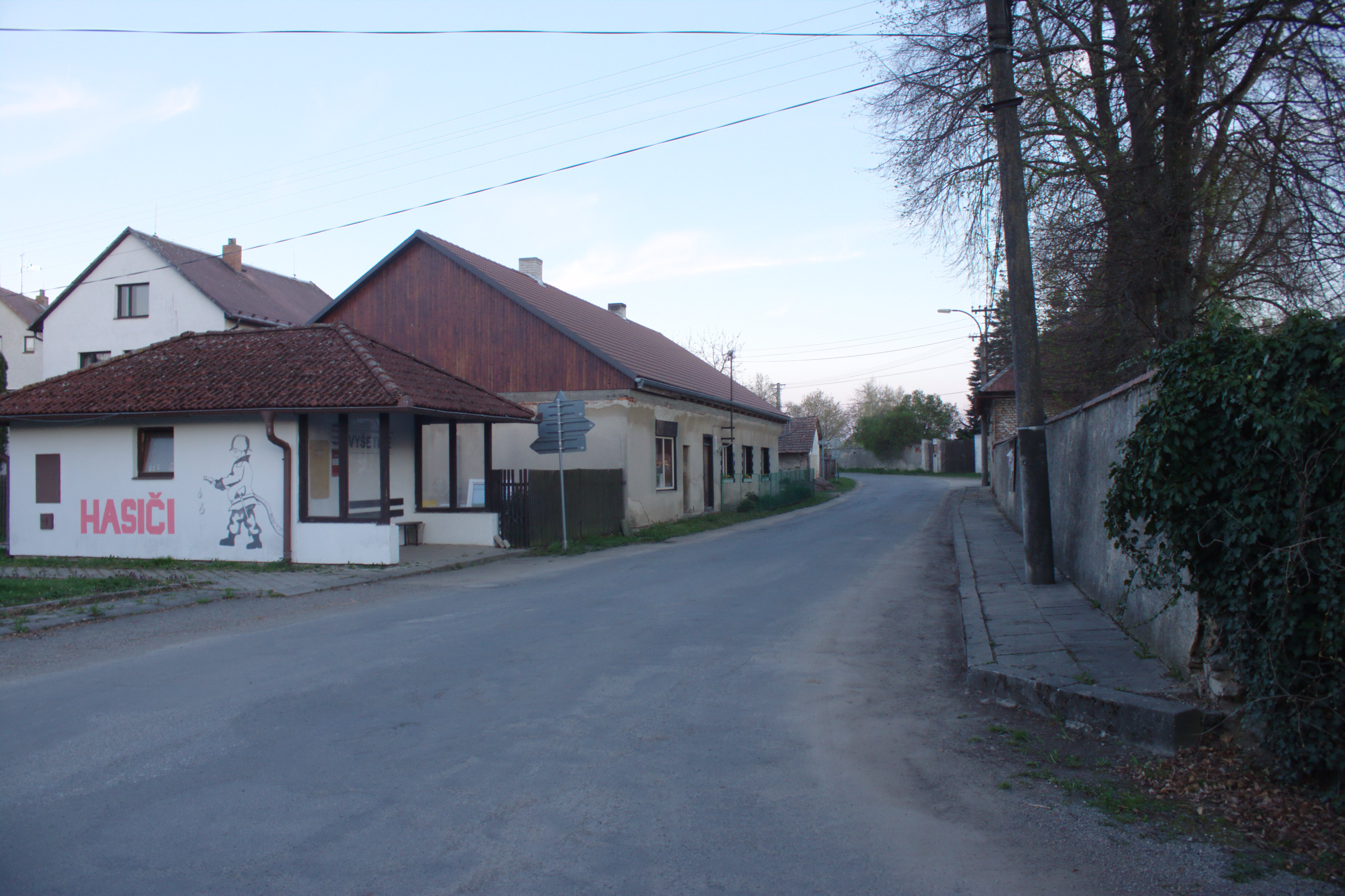
Autobusová zastávka
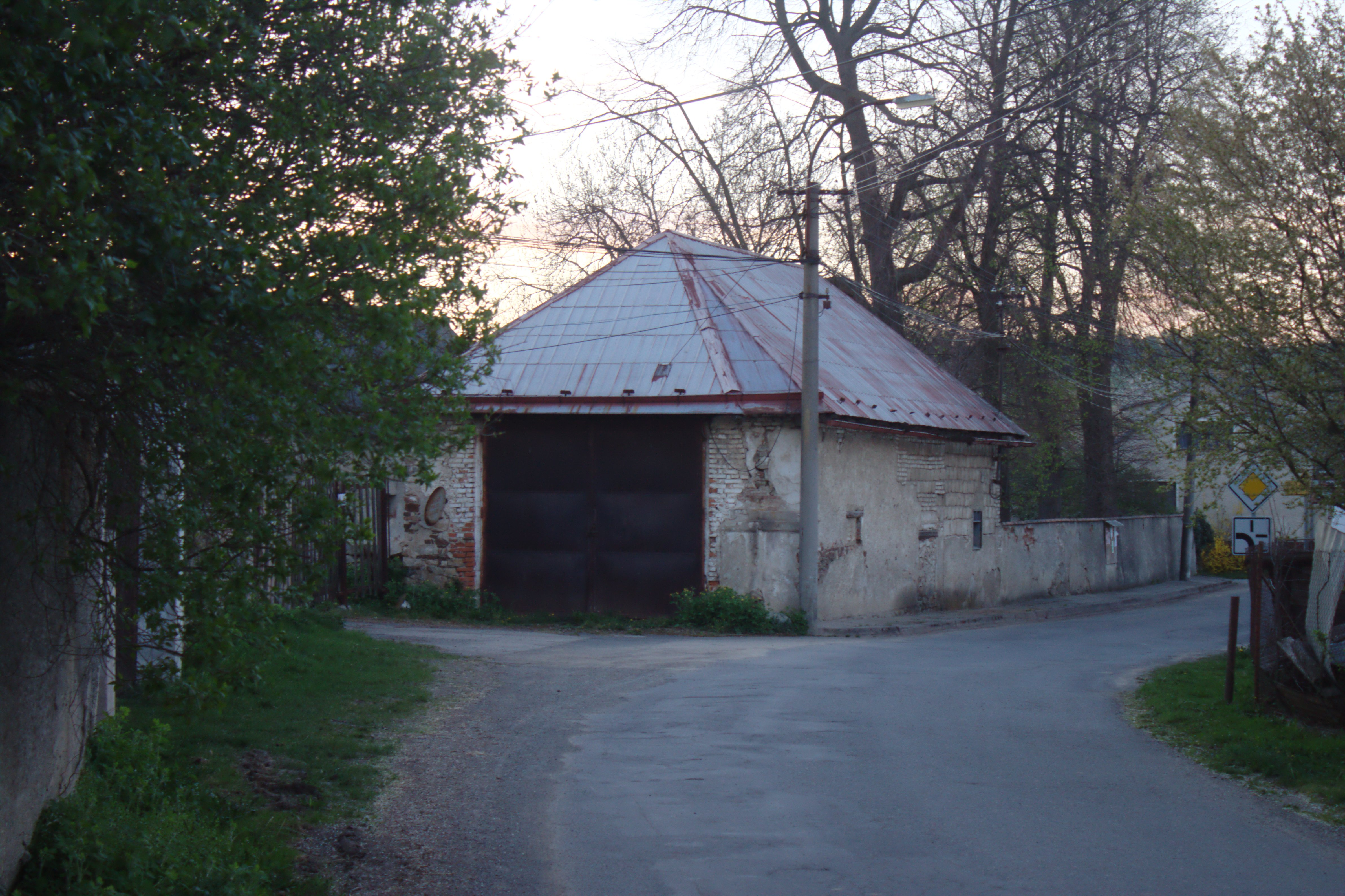
Hasičská zbrojnice
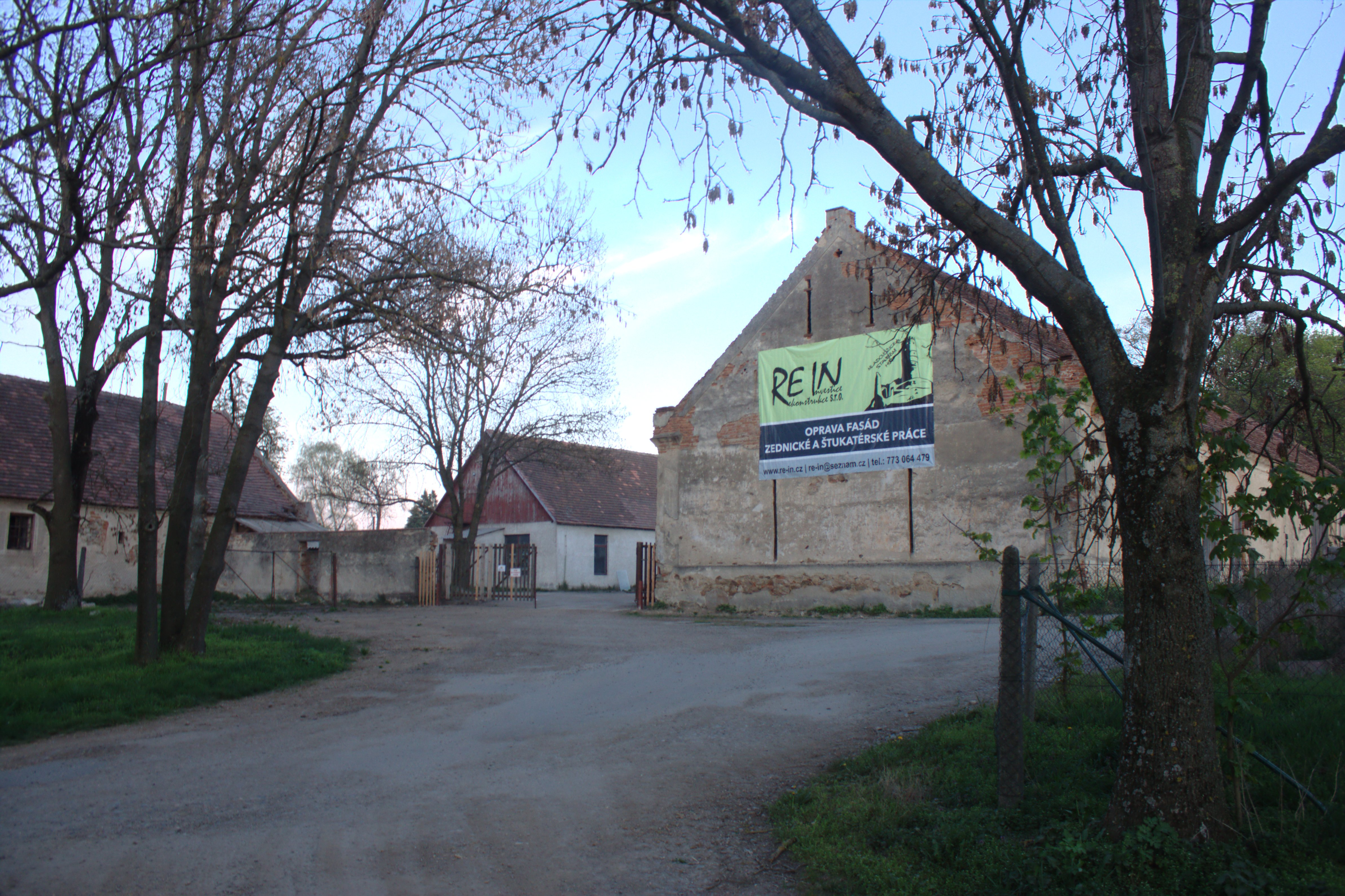
Hospodářské budovy